# Nivola (letteratura)
La nivola è un genere letterario ideato da Miguel de Unamuno. Il termine "nivola" appare per la prima volta come descrizione per il romanzo Nebbia dello stesso Unamuno. Il genere fu creato per evidenziare la distanza dell'autore dal realismo presente nei romanzi della fine del XIX secolo. Con la creazione di questo genere letterario, Unamuno si concentrò particolarmente sull'evoluzione e sullo sviluppo psicologico dei vari personaggi, contrapponendosi al narratore onnisciente in terza persona presente nel realismo. L'idea quindi è preponderante rispetto alla forma, e in alcuni romanzi di questo genere la distinzione tra autore e personaggi è spesso labile, tanto da scomparire talvolta (come in Nebbia).
Unamuno descrive così la sua concezione del termine nivola in un breve scritto pubblicato nel 1935:
Tra gli esempi di questo genere, oltre al già citato Nebbia, vi sono Abel Sánchez, Amore e pedagogia e La zia Tula, tutti di Unamuno. 
Jesse Lee Kercheval ritiene il termine nivola un sinonimo di novela, romanzo.
Il dialogo ha un ruolo preponderante e la "trama si fa da sola". La scrittura è disadorna e scarna, povera di elementi descrittivi, mentre si lasciano all’immaginazione dei lettori l’ambiente, gli abiti, i paesaggi, i colori, gli oggetti.